# Hyalyris fenella
Hyalyris fenella är en fjärilsart som beskrevs av William Chapman Hewitson 1867. Hyalyris fenella ingår i släktet Hyalyris och familjen praktfjärilar. Inga underarter finns listade i Catalogue of Life.